# دون إلغن
دون إلغن (بالإنجليزية: Don Elgin) هو منافس ألعاب قوى أسترالي، ولد في 19 ديسمبر 1975.

## روابط خارجية
- دون إلغن على موقع النتائج التاريخية لألعاب القوى الأسترالية (الإنجليزية)
- دون إلغن على موقع Paralympic.org (الإنجليزية)
- دون إلغن على موقع IPC.InfostradaSports.com (مؤرشف) (الإنجليزية)
- دون إلغن على موقع اتحاد ألعاب الكومنولث (مؤرشف) (الإنجليزية)